# Новаки (Вараський район)
Новаки́ — село в Каноницькій сільській громаді Вараського району Рівненської області України. Населення становить 623 осіб.

## Історія
У 1906 році село Володимирецької волості Луцького повіту Волинської губернії. Відстань від повітового міста 106 верст, від волості 4. Дворів 74, мешканців 388.

## Населення
За переписом населення 2001 року в селі мешкало 620 осіб.

### Мова
Розподіл населення за рідною мовою за даними перепису 2001 року:
| Мова       | Чисельність | Відсоток |
| ---------- | ----------- | -------- |
| українська | 617         | 99,04%   |
| російська  | 2           | 0,32%    |
| білоруська | 1           | 0,16%    |
| румунська  | 1           | 0,16%    |
| інші       | 2           | 0,32%    |
| Усього     | 623         | 100%     |